# Hans Christian Ørsted
Hans Christian Ørsted (Rudkøbing, 14. kolovoza 1777. – Kopenhagen, 9. ožujka 1851.), danski fizičar i kemičar. Doktorirao (1799.) na Sveučilištu u Kopenhagenu gdje je od 1806. bio profesor. Godine 1820. primijetio je da se magnetna igla zakreće okomito na smjer žice kojom teče istosmjerna struja i tako otkrio magnetski učinak električne struje. Iste godine izdvojio je alkaloid piperin iz papra, a 1825. prvi je dobio aluminij iz oksida. Osnovao je (1824.) društvo za popularizaciju znanosti, koje od 1908. danskim fizičarima dodjeljuje Ørstedovu medalju za značajna postignuća, a 1829. utemeljio je Kraljevski politehnički Institut u kojem je bio prvi ravnatelj. Po njem je 1932. bila nazvana jedinica za jakost magnetskoga polja, ersted, u danas napuštenome CGSm-sustavu. Član Kraljevske švedske akademije znanosti od 1822.
U starijim je izvorima njegovo prezime zapisano kao Oersted ili (rjeđe) Orsted. Ørstedov rad nadahnut je razmišljanjima Immanuela Kanta. Najpoznatiji je po tome što je otkrio vezu između elektriciteta i magnetizma, danas poznatu kao elektromagnetizam.

## Magnetsko polje električne struje
Danski fizičar H. C. Ørsted je prvi pokazao 1820. da postoji uska veza između električne struje i magnetizma. On je uzeo magnetsku iglu i postavio paralelno iznad nje bakrenu žicu, spojenu s polovima akumulatora. Čim se uključi električna struja, magnetska igla će se odmah pomaknuti iz svog pravca. Taj će otklon biti to veći što je struja jača. Promijenimo li smjer struje, igla će se otkloniti na drugu stranu. Stavimo li žicu ispod magnetske igle, bit će njezin otklon suprotan nego kad je žica iznad nje. 
Iz toga zaključujemo da oko električne struje postoji magnetsko polje jer samo ono može djelovati na magnetsku iglu. Svojstvo električne struje da stvara oko sebe magnetsko polje zove se elektromagnetizam. Pokusima se može pokazati da je magnetsko polje oko električnog vodiča u obliku koncentričnih krugova. Dakle, magnetsko polje oko ravnog električnog vodiča kojim protječe električna struja kružno je polje. Stavimo li u to polje magnetsku iglu, njezin će sjeverni pol pokazivati smjer magnetskog polja. Smjer toga magnetskog polja možemo odrediti pravilom desne ruke. Savijemo li prste desne ruke oko vodiča tako da nam palac pokazuje smjer struje, savinuti prsti pokazivat će smjer magnetskog polja. 

## Vanjske poveznice
- Hans Christian Oersted on a former 100 Danish Kroner banknote  Arhivirana inačica izvorne stranice od 13. prosinca 2011. (Wayback Machine) (engl.)
- Oersted's Philosophy, Soul In Nature book (engl.)

### Ostali projekti
|  | Zajednički poslužitelj ima još gradiva o temi Hans Christian Ørsted |